# Torre Europa (Caracas)
La Torre Europa es un edificio de oficinas ubicado en el área metropolitana de Caracas, Venezuela. Se trata de uno de las construcciones más reconocibles del municipio Chacao, siendo un icono de la Avenida Francisco de Miranda y de la arquitectura financiera venezolana.

## Historia y características
La torre proyectada por los arquitectos Carlos Gómez de Llarena, Manuel Fuentes y Moisés Benacerraf sobre un lote de 4.000 m² en la urbanización El Rosal, y fue diseñada para que pudiese ser vista en perspectiva a lo largo de la Avenida Francisco de Miranda, en un estilo brutalista. Sirvió de ocasión para desarrollar aspectos innovadores como una macroestructura con losas dispuestas cada dos pisos y membranas en los niveles intermedios, la separación de las escaleras de emergencia como un volumen autónomo, y la instalación de una fachada autorportante de muro cortina, inaugurando además el uso de ventanas basculantes. Tiene una amplia planta baja que otorga flexibilidad al movimiento y que se integra ampliamente con el exterior a través de locales comerciales y sucursales bancarias.
La torre fue construida entre 1971 y 1975, año en que fue inaugurada, significando un avance en términos de diseño y tecnología empleada, por lo que al año siguiente de su inauguración la edificación y sus realizadores fueron galardonados con el Premio Nacional de Arquitectura.
En 1989 se inauguró en su exterior la obra La Sayona del Ávila, escultura en hierro oxidado de Guido Morales.
El 5 de febrero de 1998 se registró un incendio de grandes proporciones en los pisos 4 y 5 de la torre, que albergaban las oficinas del Sistema Económico Latinoamericano y del Caribe. El siniestro tardó tres horas en poder ser apagado y motivó la evacuación de 100 personas. Pasada la medianoche, el incendio se reactivó, pero fue igualmente tratado por los bomberos.